# بخش بتهنده
بخش بتهنده (به انگلیسی: Bathinda district) یک بخش در هند است که در پنجاب واقع شده‌است. بخش بتهنده ۱٬۳۸۸٬۵۲۵ نفر جمعیت دارد.